# Ledebouria apertiflora
Ledebouria apertiflora är en sparrisväxtart som först beskrevs av John Gilbert Baker, och fick sitt nu gällande namn av John Peter Jessop. Ledebouria apertiflora ingår i släktet Ledebouria och familjen sparrisväxter. Inga underarter finns listade i Catalogue of Life.